# Пещерско
 Тази статия е за историко-географската област.  За общината вижте Пещера (община).  За селото в Айтоско вижте Пещерско (село).
Пещерско е историко-географска област в Южна България, около град Пещера.
Територията ѝ съвпада приблизително с някогашната Пещерска околия, а днес включва общините Пещера, Батак, Брацигово, Велинград и Ракитово. Разположена е в северозападните части на Родопите. Граничи с Пазарджишко на север, Пловдивско на изток, Девинско на юг и Разложко на запад.